# Estação Ñuñoa
A Estação Ñuñoa é uma das estações do Metrô de Santiago, situada em Santiago, entre a Estaçao Inés de Suárez e a Estação Estadio Nacional, a Estação Monseñor Eyzaguirre e a Estação Chile España. Faz parte da Linha 3 e da Linha 6
Foi inaugurada em 2 de novembro de 2017. Localiza-se no cruzamento da Avenida Pedro de Valdivia com a Av. Irarrázaval. Atende as comunas de Ñuñoa.